# عمان الجنوبية
عمّان الجنوبية هي الجزء الجنوبي في العاصمة عمّان الكبرى , (جنوب عمان) و تضم عمّان الجنوبية مناطق عديدة وهي المناطق الرئيسية التالية :
- منطقة المقابلين والبنيات وام قصير و منطقة خريبة السوق وجاوا واليادودة , وكلها ( جنوب غرب عمان )

إلّا ان منطقة البنيات الشمالي فقط تتبع كآخر قطاعات غرب عمان.
- منطقة القويسمة وأبو علندا و الجويدة والرقيم وكلها( جنوب شرق عمان )
- مرج الحمام ( جنوب غرب )
- حسبان وام البساتين ( جنوب غرب )
- ناعور ( جنوب غرب )
- الموقر ( جنوب شرق )
- الجيزة ( جنوب شرق )
- سحاب ( جنوب شرق )

## وصلات خارجية
// www.ammancity.gov.jo موقع امانة عمان الكبرى //